# Megaloprepus caerulatus
Megaloprepus caerulatus (лат.) — вид крупных стрекоз из монотипического рода Megaloprepus семейства стрелок (Coenagrionidae). Питаются пауками. Считается крупнейшим видом из ныне живущих стрекоз.

## Описание
Вид является крупнейшим среди ныне живущих представителей отряда стрекоз: наиболее крупные самцы могут достигать размаха крыльев до 190 мм с длиной брюшка до 100 мм. Это один из немногих видов равнокрылых стрекоз, самцы которого крупнее самок. Крылья прозрачные с бурыми жилками, с широкой синей с металлическим блеском вертикальной полосой у верхушки крыла. На этой полоске находятся бледно-голубые округлые пятна, порой сливающиеся в единую полоску. Окраска широкой полосы на нижней стороне крыльев — чёрная. Первая и вторая пары крыльев практически одинаковы по размерам и строению.

## Особенности биологии
Летают медленным, порхающим полётом. Имаго питаются пауками, которых хватают прямо с их ловчих сетей.
Яйца (до 250 штук) откладываются самкой в различные малые природные водные резервуары среди подлеска — затопленные норы и дупла, участки со скапливающейся и застаивающейся водой. Личинки питаются головастиками и водными насекомыми, в том числе личинками комаров, также отмечается каннибализм, из-за которого до взрослого возраста из нескольких десятков личинок M. caerulatus в замкнутом резервуаре, как правило, доживает только одна .

## Ареал
Ареал охватывает влажные тропические леса Центральной и Южной Америки от Мексики до Боливии.

## Фото

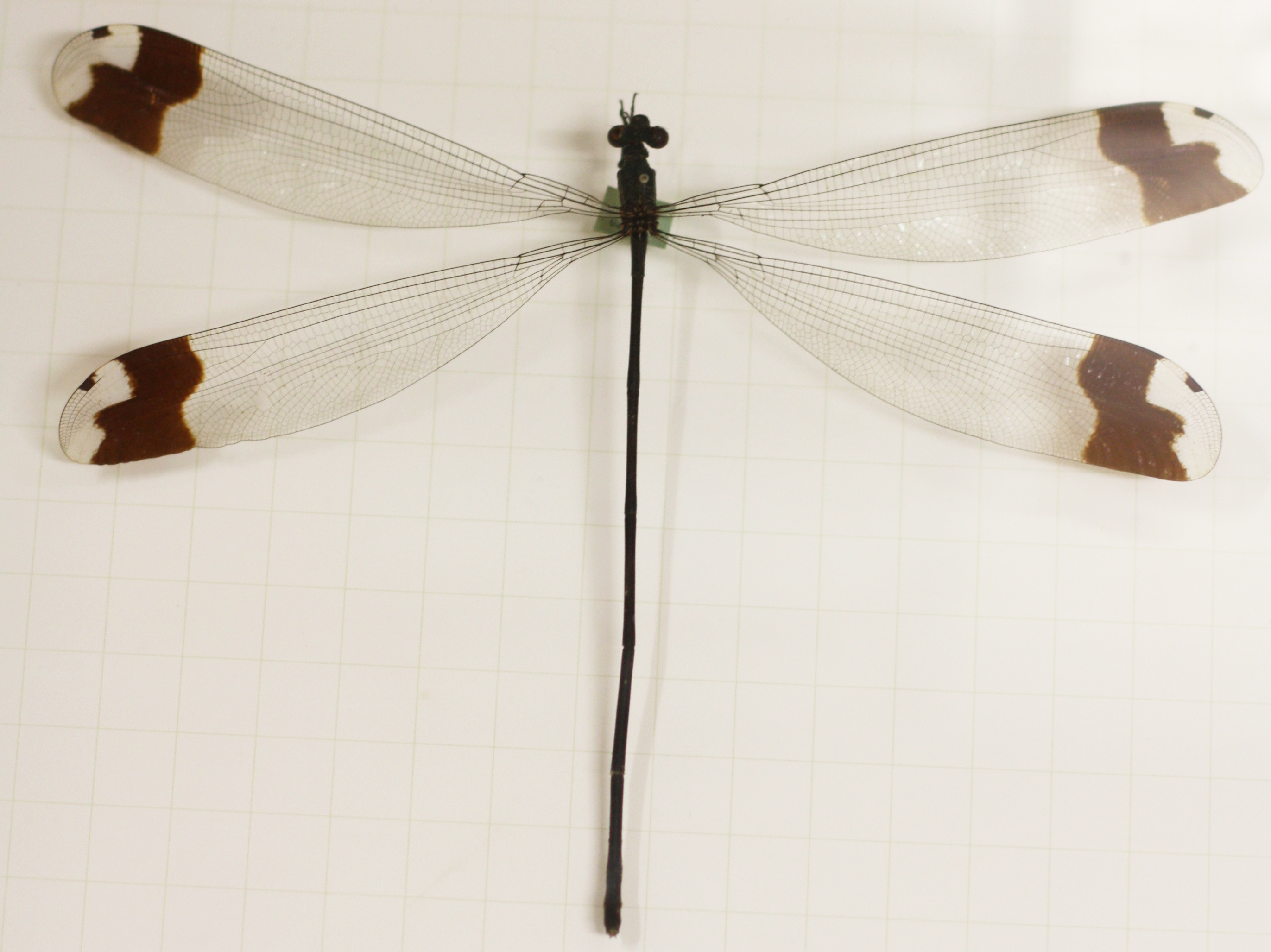
Музейный экземпляр стрекозы Megaloprepus caerulatus. Размер клеток фона — 1 см
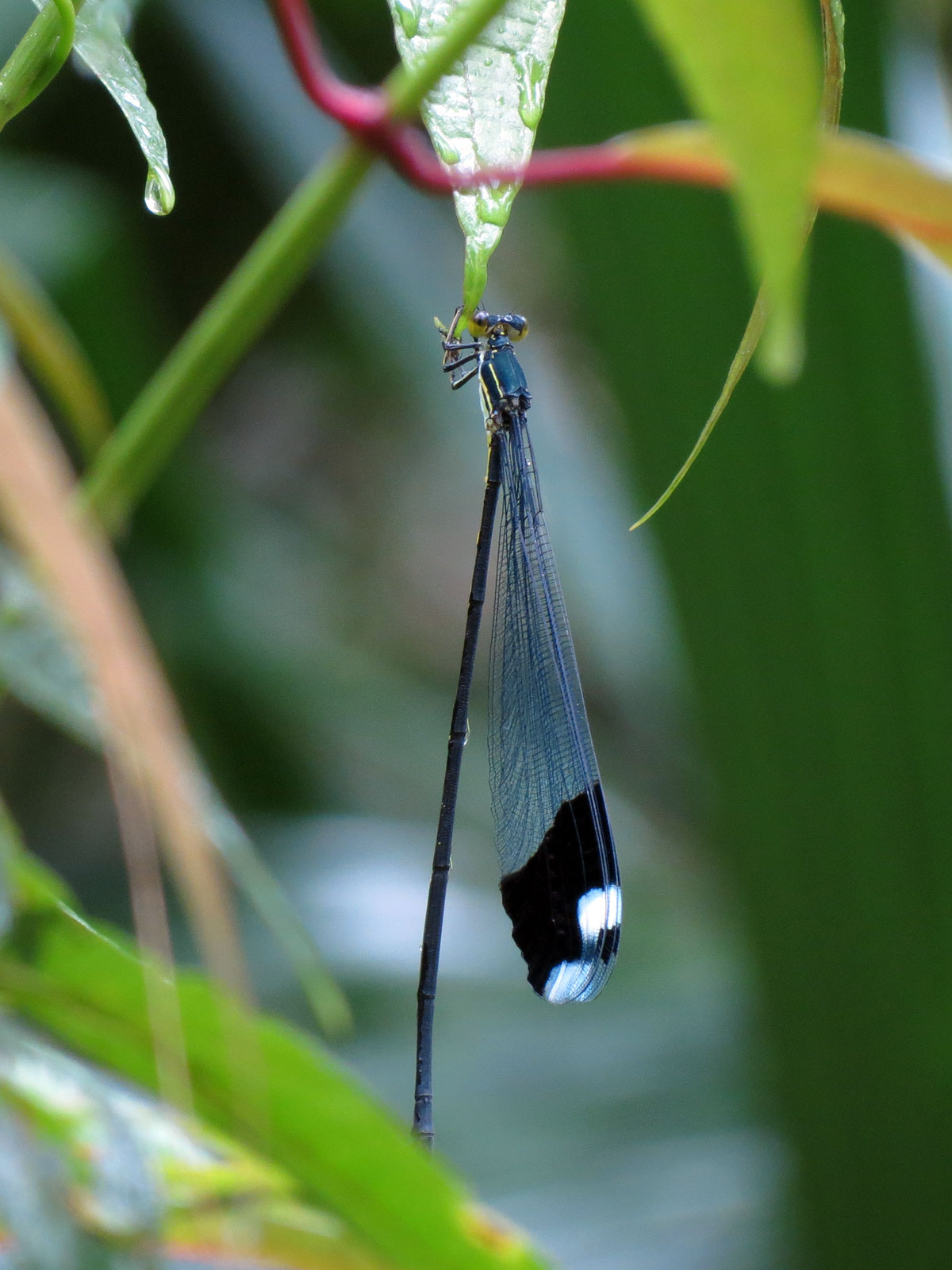
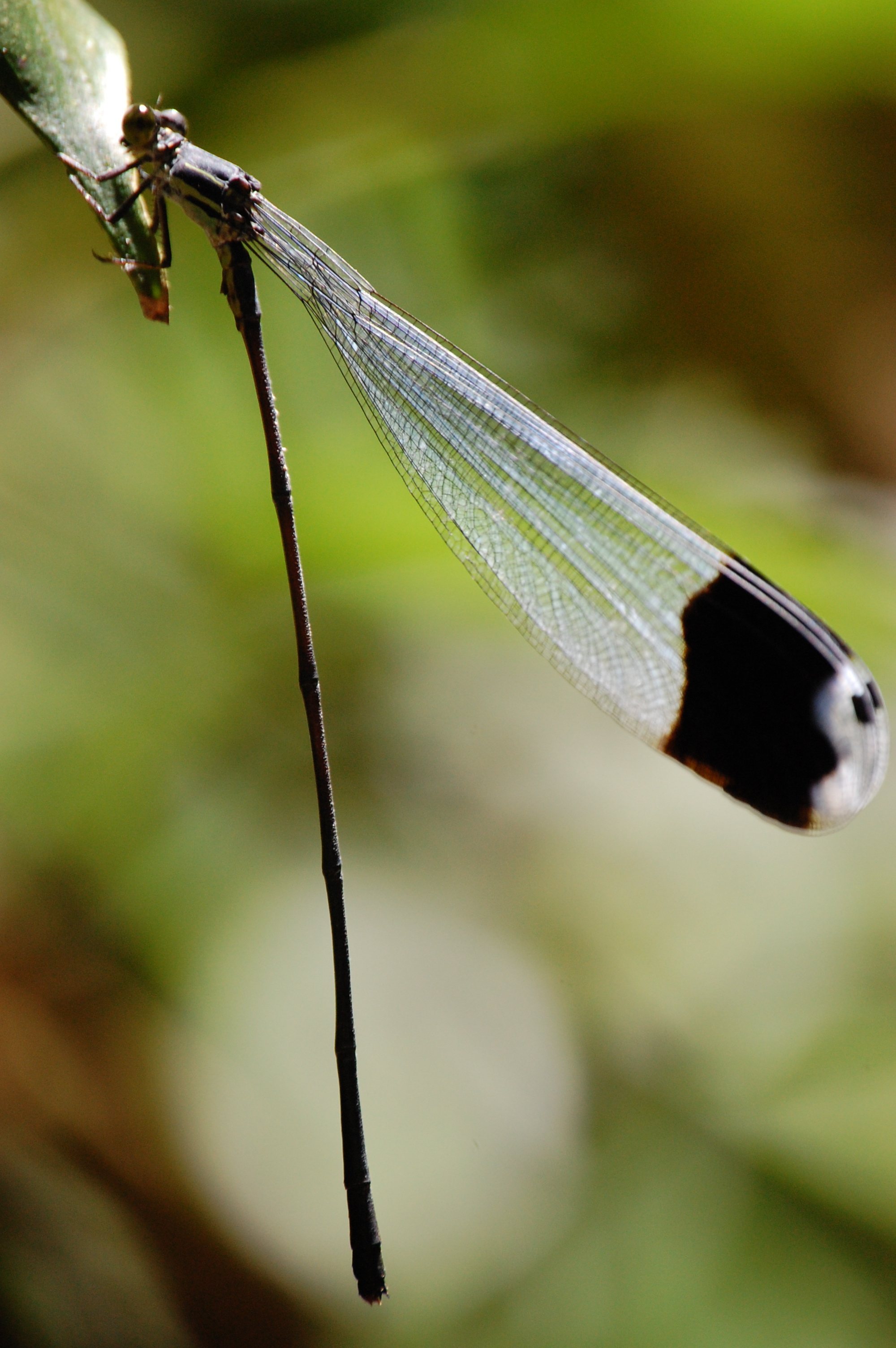